# МакФест
МакФест (мак. МакФест) — найбільший фестиваль популярної музики Македонії, який з 1986 року щорічно у листопаді проводиться у місті Штип. У 1997 році «МакФест» отримав відзнаку «Фестиваль року» від FIDOF.

## Переможці
- Хелена Благне (1986)
- Трайче Манев (1987)
- Круніслав Кічо Сабинац (1988)
- Люпка Дімітровска (1990)
- Поп Дізайн (1991)
- Олгіца Хрістовска (1992)
- Таня Кочовска (1993)
- Владо Яневскі (1994)
- Цветанка Глігорова (1995)
- Дуле і Кокі (1996)
- Рісто Самарджієв (1997)
- Гурт Магія (1998)
- Рісто Самарджієв (1999)
- Андріяна Яневска і Мар'ян Стояновскі (2000)
- Благіца Поп Томова (2001)
- Біба Додева (2002)
- Бояна Атанасовска (2003)
- Александра Пілева (2004)
- Йован Йованов і Мая Саздовска (2005)
- Тамара і Врчак (2006)
- Рісто Самарджієв і Ірена Крстевска (2007)
- Влатко Лозаноскі (2008)
- Рісто Самарджієв, Дуле і Кокі (2009)
- Ламбе Алабаковскі (2010)
- Зоран Іліев (2011)
- Сара Маркоска (2012)
- Александра Янева (2013)
- Біба Додева (2014)
- Бояна Атанасовска (2015)
- Александра Янева (2016)
- Зоран Ілієв та Анабела Атіяс (2017)